# يوسف كوشتاليك
يوسف كوشتاليك (31 أغسطس 1909 – 21 نوفمبر 1971) لاعب كرة قدم تشيكوسلوفاكي راحل كان يجيد اللعب في خط الوسط .
لعب طوال مسيرته الرياضية في أندية كروتشيلافي (1929) سبارتا براغ (1929-1945) سبارتا بروفاتشسكا بيستريكا (1945-1946) راكوفنيك (1946-1951).
مثل منتخب تشيكوسلوفاكيا 43 مباراة مسجلا هدفين (1930-1939). شارك مع منتخب تشيكوسلوفاكيا في بطولتي كأس العالم 1934 في إيطاليا حيث احتل المركز الثاني و1938 في فرنسا.
قام بتدريب نادي كلادنو (1957-1958).

## وصلات خارجية
- يوسف كوشتاليك على موقع الاتحاد الدولي (مؤرشف)  (الإنجليزية)
- يوسف كوشتاليك على موقع الاتحاد التشيكي (الإنجليزية)
- يوسف كوشتاليك على موقع قاعدة بيانات كرة القدم.إي يو (الإنجليزية)
- يوسف كوشتاليك على موقع ناشيونال فوتبول تيمز (الإنجليزية)
- يوسف كوشتاليك على موقع عالم كرة القدم.نت (الإنجليزية)
- سيرة ذاتية